# Kingdom 5KR
Die Kingdom 5KR ist eine 85,65 Meter lange Megayacht im Eigentum des saudischen Prinzen al-Walid ibn Talal. Ihr Liegeplatz ist der Yachthafen von Sanremo.

## Beschreibung
Sie wurde 1980 von Jon Bannenberg entworfen und von der italienischen Werft Benetti für 100 Millionen US-Dollar  gebaut. Die ursprüngliche Inneneinrichtung stammt von Luigi Sturchio.
Die Yacht wurde für den saudischen Milliardär Adnan Khashoggi gebaut, der sie nach seiner Tochter Nabila benannte. Zum Zeitpunkt der Erbauung war sie eine der größten Motoryachten der Welt. Im James-Bond-Film Sag niemals nie war sie unter dem Namen Flying Saucer die Yacht des Bösewichts Largo (gespielt von Klaus Maria Brandauer).
Kashoggi verkaufte die Nabila 1988 an Hassanal Bolkiah, den Sultan von Brunei, der sie wiederum für 29 Millionen US-Dollar an Donald Trump verkaufte. Dieser benannte das Schiff nach Umbauarbeiten in Trump Princess um.
Als Trump in finanzielle Probleme geriet, verkaufte er das Schiff 1991 an al-Walid ibn Talal. Dabei geben unterschiedliche Quellen einen Kaufpreis von 20 Millionen US-Dollar oder aber 40 Millionen an. Walid benannte das Schiff nach seinem Investmentunternehmen (Kingdom Holding), seiner Glückszahl 5 und den Initialen seiner Kinder in Kingdom 5KR.
Die Kingdom 5KR ist 13,25 Meter breit, hat einen Tiefgang von 4,72 Metern und ein Tankvolumen von 515.000 Litern. Sie wird von zwei je 2.200 Kilowatt starken Motoren angetrieben und erreicht eine Höchstgeschwindigkeit von 20 Knoten. Das Schiff ist für eine 48-köpfige Besatzung ausgelegt.
Zum Zeitpunkt der Erbauung hatte das Schiff fünf Decks, eine Diskothek, ein Kino mit zwölf Sitzen und zwei Doppelbetten, elf opulente Suiten und einen Hubschrauberlandeplatz. Die Schornsteine wurden seitwärts angebracht, um es zu ermöglichen, einen Swimmingpool und zwei Tenderboote auf Deck zu platzieren.